# World Wide Suicide (álbum)
World Wide Suicide es el segundo álbum de estudio del grupo de heavy metal Davey Suicide publicado en septiembre de 2014.

## Lista de canciones
| World Wide Suicide |                                  |          |  |
| N.º                | Título                           | Duración |  |
| 1.                 | «Your Honor the Asshole»         | 1:05     |  |
| 2.                 | «World Wide Suicide»             | 2:45     |  |
| 3.                 | «Until We're Dead»               | 4:00     |  |
| 4.                 | «The Hole Is Where the Heart Is» | 3:11     |  |
| 5.                 | «The Devil Inside»               | 2:38     |  |
| 6.                 | «Only Human»                     | 3:46     |  |
| 7.                 | «Underdosed»                     | 3:13     |  |
| 8.                 | «Nothing Is Sacred»              | 3:34     |  |
| 9.                 | «Imperfect»                      | 4:19     |  |
| 10.                | «Dirty Rotten Filthy Rich»       | 3:19     |  |
| 11.                | «Kamikaze Culture Shock»         | 3:56     |  |
| 35:46              |                                  |          |  |

## Músicos
- Davey Suicide: voz
- Needlz: teclados, coros y programadores
- Drayven Davidson: batería
- Brent Ashley: bajo

- Datos: Q29639776